# Stoczek Łukowski (stacja kolejowa)
Stoczek Łukowski – stacja kolejowa w Stoczku Łukowskim, w województwie lubelskim, w Polsce. Obecnie (2021-06) nie zatrzymują się tu pociągi pasażerskie, jedyny peron nie jest dostępny dla ewentualnych podróżnych (brak bezpiecznego przejścia przez tory).

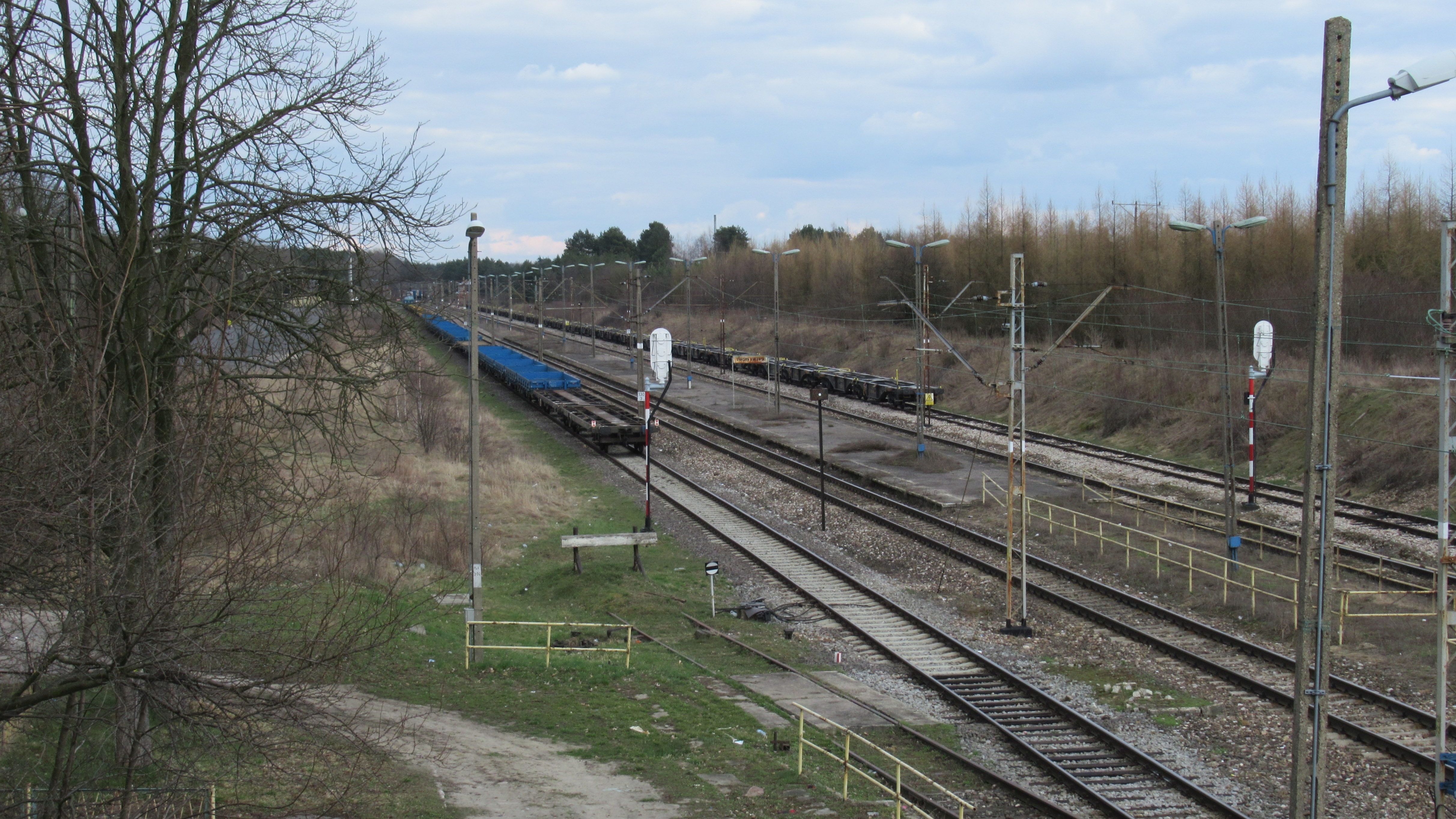
Peron stacji